# Rue des Halles (Bruxelles)
Pour les articles homonymes, voir Rue des Halles.
La rue des Halles est une artère de Bruxelles-ville qui va de la rue Marché aux Poulets à la rue de l'Évêque.
C'est une rue du cœur historique de Bruxelles.